# Ambia poritialis
Ambia poritialis là một loài bướm đêm trong họ Crambidae.